# Giuseppe Fezzardi
Giuseppe Fezzardi (né le 28 décembre 1939 à Arcisate, dans la province de Varèse, en Lombardie) est un coureur cycliste italien des années 1960. 

## Biographie
Professionnel de 1961 à 1971, Giuseppe Fezzardi a notamment remporté le Tour de Suisse en 1963 et une étape du Tour de France 1965.

## Palmarès

### Palmarès amateur
- 1960
  - Gran Premio Ezio Del Rosso
  - 2e du championnat d'Italie sur route amateurs
  - 2e du Tour de Lombardie amateurs

### Palmarès professionnel
- 1961
  - 2e du Tour de Romandie
- 1962
  - Trois vallées varésines
  - 3e du Trophée Baracchi (avec Aldo Moser)
  - 8e du Tour de Suisse
- 1963
  - Classement général du Tour de Suisse
- 1965
  - 15e étape du Tour de France
  - 2e du Tour du Tessin
  - 3e de la Coppa Agostoni
  - 3e du Trophée Baracchi (avec Tommaso De Pra)
- 1966
  - Tour du Tessin
- 1967
  - 7e du Tour de Suisse
- 1969
  - 3e du Tour de Sardaigne
  - 3e de Tirreno-Adriatico
  - 8e du Tour de Romandie

## Résultats sur les grands tours

### Tour de France
2 participations
- 1965 : 36e, vainqueur de la 15e étape
- 1966 : 42e

### Tour d'Italie
10 participations
- 1961 : abandon
- 1962 : abandon (14e étape)
- 1963 : 53e
- 1965 : abandon
- 1966 : 58e
- 1967 : abandon
- 1968 : 55e
- 1969 : 42e
- 1970 : 80e
- 1971 : 73e